# 假如意草
假如意草（学名：Viola pseudo-arcuata）是堇菜科堇菜属的植物，其种加词“arcuata”意为“弓形的”、“弯曲的”。中国特有植物。分布在中国大陆的云南、四川等地，生长于海拔2,000米的地区，多生于山地林下、林缘或路旁，目前尚未由人工引种栽培。
现接受名为福建堇菜（Viola kosanensis Hayata, 1913)。

## 别名
拟弧茎堇菜（静生生物调查所汇报）